# Aethianoplis bipapillator
Aethianoplis bipapillator är en stekelart som först beskrevs av Morley 1919.  Aethianoplis bipapillator ingår i släktet Aethianoplis och familjen brokparasitsteklar. Utöver nominatformen finns också underarten A. b. nigricornis.